# Teatro d'Angennes
Il Teatro d'Angennes (successivamente Teatro Gianduja) è stato un teatro di Torino riconvertito a cinema nel 1961 e demolito definitivamente nel 1982, mantenendone unicamente la facciata originaria.

## Storia
Il marchese d'Angennes, nel 1765, cominciò ad ospitare spettacoli teatrali nel cortile della sua dimora, affidandone la direzione all'impresario Lorenzo Guglielmone, da cui il teatro inizialmente prese il nome. Un incendio che danneggiò il Teatro Carignano nel 1786 rese necessario reperire uno spazio adatto agli spettacoli d'opera: dopo alcuni lavori nacque così il Teatro d'Angennes, un edificio in muratura con 1100 posti. Il d'Angennes divenne progressivamente uno dei teatri principali di Torino, tanto da necessitare, nel 1821 un ulteriore ampliamento: il progetto fu affidato all'architetto torinese Giacomo Pregliasco, che realizzò un edificio in stile neoclassico con quattro ordini di palchi e 1300 posti. Nello stesso anno i moti insurrezionali torinesi presero le mosse da questo teatro. 
Sul finire del XIX secolo il teatro divenne meno importante e, nel 1881, a causa anche di una carente manutenzione, l'edificio fu giudicato non più idoneo ad ospitare un pubblico numeroso e messo in vendita. Nel 1884 vi si trasferì la compagnia di marionette Lupi, i cui spettacoli divennero tanto popolari da far mutare, nel 1891, il nome in Teatro Gianduja: ciò decretò il consacramento del legame della maschera alla città di Torino, con tanto di apposizione della statuetta, ancor oggi visibile, sul balconcino posto sopra la porta d'ingresso. Gli spettacoli ebbero un discreto successo sino all'arrivo della concorrenza del cinema e, nel 1936, il teatro Gianduja fu costretto alla chiusura. Nel 1940, venne convertito ad un uso misto cinema e teatro. 
L'edificio, su progetto di Ottorino Aloisio, vide l'orientamento invertito, con l'ingresso su via Des Ambrois 3, mentre la facciata originaria venne mantenuta, ma mutò la sua funzione a semplice "decorazione" del muro di chiusura. La sala venne suddivisa in due salette sovrapposte, una inferiore per il cinema e le marionette, e una superiore per gli spettacoli di varietà e teatro. Nel 1961 l'ambiente fu nuovamente riunito e dedicato unicamente a proiezioni cinematografiche, rinominando il teatro "Cinema Orfeo".
 Il cinema rimase attivo fino al 1982, data del definitivo smantellamento. Al suo posto è stato costruito un palazzo ad uso abitativo e commerciale mantenendo, nuovamente, solo la facciata originaria.

## Rappresentazioni
Il teatro fu sede di due prime assolute:
- Cellini a Parigi di Rossi (1845)
- L'amante di richiamo di Luigi e Federico Ricci con Antonio Superchi (1846).

L'Angennes ospitò, inoltre, alcune prime rappresentazioni torinesi di importanti opere:
- Il barbiere di Siviglia di Rossini (1817)
- Sulmorre di Brofferio (1819)
- Il Conte Ory di Rossini (1830)
- La sonnambula di Bellini (1834)
- La figlia del reggimento (1841)
- Don Pasquale di Donizetti con Achille De Bassini (1843)